# HMS E42
HMS E42 – brytyjski okręt podwodny typu E z okresu I wojny światowej.
Zbudowany przez stocznię Cammell Laird w Birkenhead. Położenie stępki 23 października 1915 roku, okręt wszedł do służby w lipcu 1916 roku.
1 lipca 1918 roku dokonał nieudanego ataku torpedowego na niemieckiego U-Boota U-92.
Sprzedany do stoczni złomowej w Poole 6 września 1922 roku.